# District de Mau
Le district de Mau (en hindi : मऊ ज़िला, en ourdou : مئو ضلع) est un district de la division d'Azamgarh dans l'État de l'Uttar Pradesh en Inde.

## Description
Son centre administratif est la ville de Mau. 
La superficie est de 1 713 km2 et la population était en 2011 de 2 205 968 habitants.